# پوسلون
پوسلون (به صربی: Poslon) یک منطقهٔ مسکونی در صربستان است که در ناحیه نیشاوا واقع شده‌است. پوسلون ۲۶۴ نفر جمعیت دارد.